# کلاریدون شرقی (اوهایو)
کلاریدون شرقی (به انگلیسی: East Claridon) یک منطقهٔ مسکونی در ایالات متحده آمریکا است که در شهرستان جی‌آگو، اوهایو واقع شده‌است.